# Chen Jing
Chen Jing, född 20 december 1968 i Wuhan i Kina, är en kinesisk bordtennisspelare. Hon tävlade först för Kina men övergick sedermera till att tävla för Taiwan. För Kina spelade hon i OS 1988 och sedan spelade hon för Taiwan i olympiska spelen 1996 och 2000. Hon tog individuellt OS-guld i Seoul år 1988 och lyckades ta silver i dubbel samma mästerskap tillsammans med Jiao Zhimin.  Vid senare mästerskap blev det både silver och brons i singelturneringen.

### Fotnoter
1. ↑  läst: 23 april 2022.[källa från Wikidata]
2. 1 2  ”Arkiverade kopian”. Arkiverad från originalet den 25 februari 2016. https://web.archive.org/web/20160225160754/http://www.ittf.com/ittf_stats/All_events3.asp?ID=1171. Läst 11 november 2011.
3. ↑  "1988 Summer Olympics – Seoul, South Korea – Tabletennis" Arkiverad 17 maj 2011 hämtat från the Wayback Machine. databaseOlympics.com (läst 7 juni 2008)